# Artabotrys hexapetalus
Artabotrys hexapetalus (L.f.) Bhandari – gatunek rośliny z rodziny flaszowcowatych (Annonaceae Juss.). Występuje naturalnie w Indiach, na Sri Lance oraz w Azji Południowo-Wschodniej. Ponadto został naturalizowany między innymi na Hawajach i Florydzie. 

## Morfologia

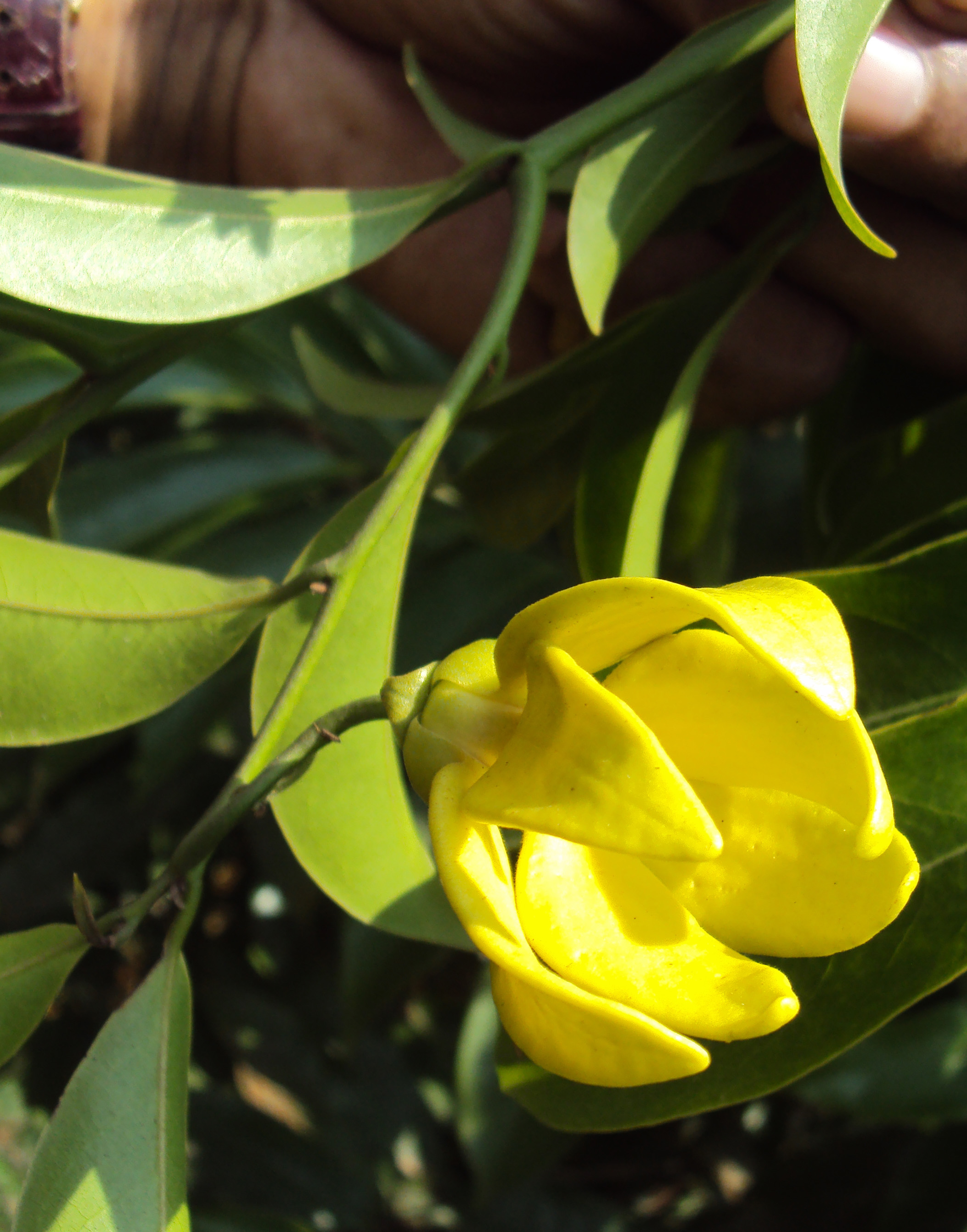
Kwiat

PokrójZimozielony krzew o pnących pędach. Dorasta do 10 m wysokości.
LiścieMają kształt od podłużnego do lancetowatego. Mierzą 6–16 cm długości oraz 2,5–6 cm szerokości. Nasada liścia jest ostrokątna lub klinowa. Wierzchołek jest ostry lub spiczasty. Ogonek liściowy jest nagi i dorasta do 4–8 mm długości.
KwiatySą pojedyncze lub zebrane w parach. Wydzielają zapach. Mierzą 25–30 mm średnicy. Działki kielicha mają owalny kształt i dorastają do 5–8 mm długości, są zielone, mniej lub bardziej owłosione. Płatki mają podłużnie lancetowaty kształt i barwę od zielonkawej do żółtawej, osiągają do 30–45 mm długości. Kwiaty mają nagie słupki i podłużnym kształcie.
OwoceTworzą owoc zbiorowy. Mają jajowaty kształt. Osiągają 2,5–4 cm długości oraz 2,5 cm średnicy.

## Biologia i ekologia
Kwitnie od maja do sierpnia, natomiast owoce pojawiają się od maja do lipca. 

## Zastosowanie
Bardzo aromatyczne kwiaty są stosowane do aromatyzowania herbaty, a owoce używane się w leczeniu skrofulozy w medycynie tradycyjnej.